# Каменец-Подолска крепост
Замъкът Каменец Подолски (на украински: Кам'янець-Подільська фортеця; на полски: Stary Zamek w Kamieńcu Podolskim; на руски: Каменец-Подольская крепость; на турски: Kamaniçe Kalesi) е бивш полски замък, част от Седемте чудеса на Украйна.
Намира се в историческия град Каменец Подолски, Хмелницка област, западна Украйна. Замъкът е разположен върху полуостров в река Смотрич и е обграден от речната ѝ долина, което представлява негова естествена защита.
Историята му обхваща повече от седем века от основаването му през XIII-XIV век, откогато го датират последните археологически открития. Намира се на стратегическия път в историческата област Подолие и е основна цел за чуждестранните нашественици, а всеки негов владетел го преустройва според нуждите си, поради което той е образец на разнообразни архитектурни стилове и подредба.
Въпреки многото архитектурни и инженерни промени в комплекса, замъка Каменец Подолски все още се смята за едно архитектурно цяло. Той е най-известната забележителност на града и голяма туристическа атракция за околностите и Украйна.

## Галерия
- Изглед към замъка
- Изглед към замъка нощем
- Карта на замъка от 1691 г.
- Кула на замъка